# 安西村
安西村（あんさいむら）は三重県安濃郡にあった村。現在の津市芸濃町の南部、安濃川の中流域、伊勢自動車道・芸濃インターチェンジの南西一帯にあたる。

## 地理
- 山岳：摺鉢山、稲子山
- 河川：安濃川、滝川

## 歴史
- 1889年（明治22年）4月1日 - 町村制の施行により、岡本村・萩野村・北神山村・多門村・小野平村の区域をもって発足。
- 1956年（昭和31年）9月30日 - 雲林院村・河内村・河芸郡椋本村・明村と合併して安芸郡芸濃町が発足。同日安西村廃止。

## 交通

### 鉄道路線
- 安濃鉄道
  - 本線（1944年休止）
    - 岡本村 - 萩野駅 - 安西駅

### 道路
現在は旧村域に伊勢自動車道・芸濃インターチェンジの敷地の一部が所在するが、当時は未開通。